# Caridad González
Caridad Inocencia González Suárez (L'Avana, 10 settembre 1955) è un'ex cestista cubana.

## Carriera
Con Cuba ha disputato i Campionati del mondo del 1971 e due edizioni dei Giochi panamericani (Cali 1971, Città del Messico 1975).